# Droit colonial britannique

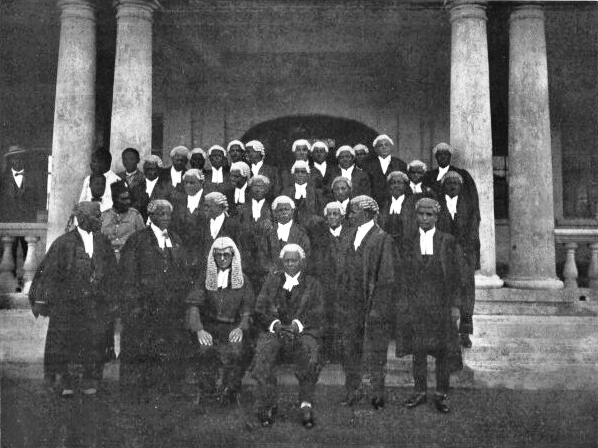
Juge et avocats en Côte-de-l'Or britannique.

Le droit colonial britannique est le droit appliqué historiquement dans l'empire britannique. La colonisation britannique a étendu l'administration du droit anglais commun et statutaire aux territoires nouvellement acquis en Amérique, en Asie, en Afrique et dans le Pacifique. La common law, en évolution depuis le XIIe siècle en Angleterre, repose sur la coutume et la jurisprudence. Il a constitué la base de la juridiction britannique dans les colonies d'exploitation, les comptoirs de l'océan Indien ainsi que les colonies de peuplement en Amérique du Nord, en Afrique du Sud et en Australie. Toutefois, les agents de l'administration britannique ont rapidement reconnu la nécessité d'adapter le droit aux circonstances locales, amendé par des lois coloniales en réponse à des situations spécifiques. Jusqu'à l'adoption de la Loi sur la validité des lois coloniales en 1865, ces lois n'étaient valables que si elles n'étaient pas incompatibles (en) avec les dispositions des ordres juridiques locaux. Ce principe de non-repugnancy (non-contrariété) a persisté jusqu'au Statut de Westminster de 1931, qui a accordé la validité aux lois des dominions. Il est encore valide au Nigeria ainsi que dans plusieurs autres pays africains.
En ce qui concerne les comptoirs britanniques, les entreprises européennes appliquaient le droit consulaire (de) pour protéger leur commerce. Dans les colonies de peuplement, la common law anglaise était considérée comme le seul droit, privilège réservé à la caste blanche, tandis que dans les autres, une adaptation locale du droit anglais s'est faite, souvent façonnée par la codification. L'objectif principal du droit colonial était de préserver les intérêts des colons, garantissant la sécurité des investissements et des terres, régulant les relations maître-esclave et assurant la stabilité de la traite et du commerce. Ce système a laissé un héritage juridique européanisé dans de nombreuses colonies même après la décolonisation.

## En Asie du Sud

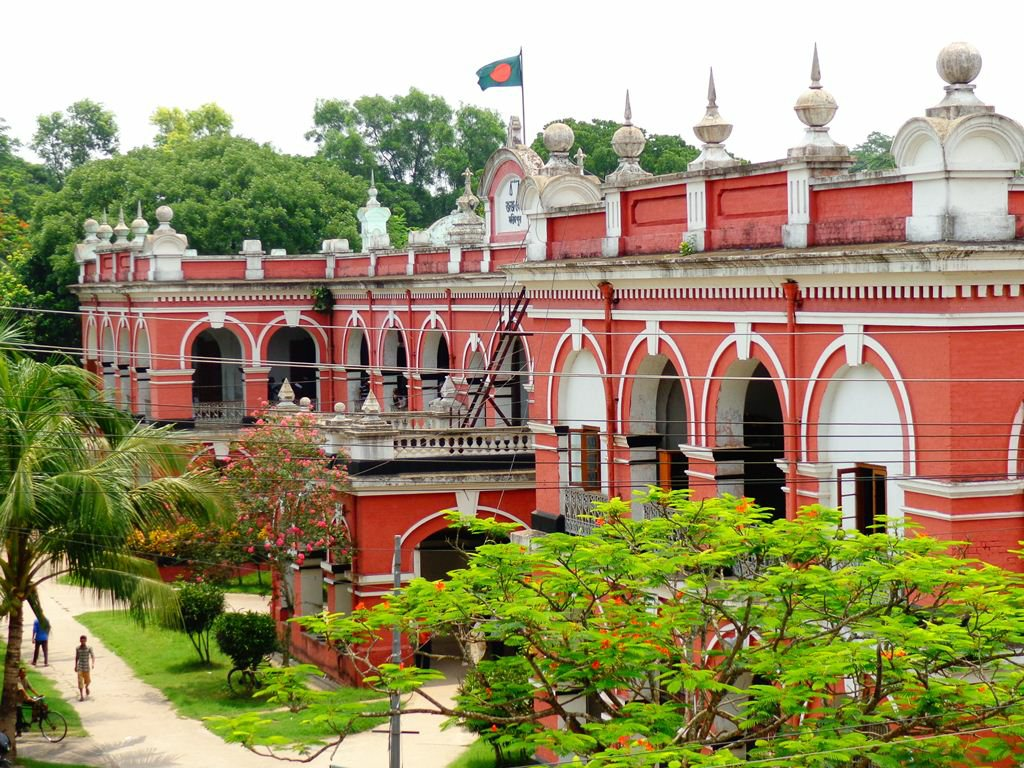
Tribunal colonial de Faridpur construit en 1886, destiné à administrer la justice pour les justiciables indiens.

L'impérialisme anglais a développé une forme d'appropriation juridique dans sa colonisation de la péninsule indienne : les magistrats colons ont prétendu interpréter eux-mêmes les traditions juridiques locales pour asseoir la domination britannique. Cela a donné ce qu'on a appelé le droit anglo-hindou et le droit anglo-mahométan.

## En Asie de l'Est
À la suite de privilèges d'extraterritorialité obtenus grâce à des traités inégaux, la Cour suprême britannique pour la Chine et le Japon s'est implantée à Shanghai pour juger toutes les affaires impliquant des nationaux britanniques, qui échappaient ainsi aux juridictions chinoises et japonaises.

## En Amérique
Au Canada anglais, la justice pénale servait en grande partie d'instrument de maintien de l'ordre au bénéfice des pouvoirs coloniaux.

### Citoyenneté
La common law anglaise, fonctionnant sur le principe de jus sanguinis, considérait les Anglais et leurs enfants vivant dans les colonies américaines comme des sujets du roi d'Angleterre. Cependant la loi anglaise était bien moins précise quant au statut des étrangers résidant dans les colonies, et ces derniers rencontraient alors de nombreuses difficultés pour se faire naturaliser et accéder ainsi aux mêmes droits que les Anglais de naissance. Les problèmes relatifs à la politique de naturalisation proviennent de l'ambiguïté des liens juridiques entre l'Angleterre et ses colonies. La clé de voûte des relations juridiques entre les colonies américaines et la métropole est la charte coloniale, dont nombre d'articles disposaient que les résidents étrangers dans les colonies avaient vocation à devenir « des sujets bien-aimés, ayant fait allégeance au Roi ». 

## Dans la Caraïbe
À Montserrat, les Britanniques ont édicté des lois visant à interdire la pratique de l'obeah.

## Postérité

### Dans les ex-colonies
Après les indépendances, les pays colonisés par le Royaume-Uni continuent généralement d'adopter le style juridique de la common law.

### En Afrique
- (en) Bonny Ibhawoh, Imperial Justice: Africans in Empire's Court, Oxford University Press, 3 octobre 2013 (ISBN 978-0-19-174852-3, lire en ligne)